# José Nehín
José Nehín (Pablo Nehín) (ur. 14 października 1905, zm. 16 grudnia 1957) – piłkarz argentyński, prawy pomocnik.
Jako piłkarz klubu Desamparados San Juan był w kadrze reprezentacji Argentyny w finałach mistrzostw świata w 1934 roku, gdzie Argentyna odpadła już w pierwszej rundzie. Zagrał w jedynym meczu ze Szwecją.